# Тежки крайцери тип „Ню Орлиънс“
Ню Орлиънс (на английски: New Orleans) са тип тежки крайцери на ВМС на САЩ. Всичко от проекта са построени 7 единици: „Ню Орлиънс“ (на английски: USS New Orleans (CA-32)), „Астория“ (на английски: USS Astoria (CA-34)), „Минеаполис“ (на английски: USS Minneapolis (CA-36)), „Тъскалуса“ (на английски: USS Tuscaloosa (CA-37)), „Сан Франциско“ (на английски: USS San Francisco (CA-38)), „Куинси“ (на английски: USS Quincy (CA-39)) и „Вансен“ (на английски: USS Vincennes (CA-44)). Развитие на крайцерите от типа „Портланд“.

## История на създаването
Към 1930-те години американските ВМС получават 10 тежки крайцера от типовете „Пенсакола“, „Нортхамптън“ и „Портланд“, но реалните бойни качества на първите два типа предизвикват у адмиралите чувство за разочарование. Особени притеснения има относно слабата бронева защита, която не позволява на корабите да встъпват в бой с еквивалентен противник. В резултат на това своите първи тежки крайцери американците наричат „консервни кутии“. Това е още повече нетърпимо с оглед, че тези кораби са недонатоварени, имайки водоизместимост средно със 700 тона по-малко, отколкото позволява Вашингтонският договор.
През февруари 1929 г. Генералният съвет на флота решава да се откаже от последващото развитие на проекта „Нортхамптън“ и да се проектира нов крайцер. Основно изискване е рязкото подобряване на броневата защита, за да може тя да противостои на 203-mm снаряди на очакваните дистанции на боя. Първият вариант на проекта е представен през януари 1930 г. и е утвърден след два месеца.
Първоначално се предполага поръчката на 5 крайцера от този тип, но поради явното превъзходство на новия проект над предшествениците е решено да се построят по него и вече поръчаните по програмата от 1929 г., но още незаложени кораби. В крайна сметка американският флот получава 7 крайцера от този тип. Крайцерите от този тип се отличават с добре защитените си кули и с това, че погребите им се намират под водолинията.
За CA 39 (Quincy) в проекта са добавени две четирицевни 28-мм автоматични оръдия, които увеличават високо разположеното тегло.
Това води до необходимостта да се пожертва от защитата – за да се влезе в пределите на договорния лимит дебелината на барбетите е намалена до 5,2 дюйма, а на тръбите за подаване на боеприпаси – до 5 дюйма, поясът при носа е скъсен. Носовата кула е преместена с 8 фута към кърмата. Втората е качена с 6 дюйма, предният край на погреба ѝ е преместен към кърмата с 16 фута, а отсекът на рулевия механизъм (румпелното отделение) е намален. За да се компенсира съкращаването на дължината на погребите, страничната броня на погреба е изместена към борда. Освен това 30# (19 мм) носов пояс по водолинията от стомана STS върху 25# (16 мм) обшивка от стомана HTS е заменен с 50# пояс STS (31 мм) влизащ в силовия набор. Последният кораб от серията Vincennes (CA 44) повтаря проектът на Quincy (CA 39), а тъй като очакваните автомати така и не са поставени, корабите, към момента на влизане в стой, са недонатоварени. Като цяло, при цялото поставено според проектна въоръжение и оборудване, крайцерите имат малко претоварване по сравнение с 10 000 дълги тона лимит.
Когато крайцерите влизат в строй, типът „Ню Орлиънс“ е подложен на критика заради рязкото намаляване на обема гориво (614 626 галона по сравнение с 874 787 галона на „Портланд“). Тъй като силовата установка остава без изменения се очаква значително намаляване на далечината на плаване. Стойността на строителството на един крайцер съставлява от 11,25 до 15 милиона долара.

## Конструкция
Корабите от типа „Ню Орлиънс“ стават първите американски тежки крайцери от второ поколение. Както и в другите страни, отличителна черта на новите кораби се явява значителното усилване на защитата и като следствие, по-балансираните характеристики.
Проектът е създаден от бял лист, с използването само на отделни елементи от предшествениците. Крайцерите получават нов корпус, по-тесен и по-къс. Това е постигнато за сметка на преход от ешелоното разположение на енергетична установка, заимствована от предните типове, към линейно: отпред котелните отсеци, отзад – машинните. Обаче това снижава живучестта, тъй като корабът може теоретически да загуби ход от едно торпедно попадение. Височината на надводния борд също е по-малка, което се отразява на мореходността. Механизмите получават защита във вид на 127-мм бронирани плочи върху 19-мм обшивка на борда, което сумарно дава еквивалент от около 140 мм броня. Отгоре се намира 57-мм бронирана палуба. Погребите, най-накрая, са преместени под водолинията и са прикрито откъм борда със 76-102-мм броня и отгоре с 57 мм палуба. Носовите погреби при това са прикрити от вътрешен подводен бордови пояс, а на кърмата защитата има формата характерна за британските крайцери тип „бронирана кутия“.
Проектната стандартна водоизместимост на крайцерите от типа „Ню Орлиънс“ съставлява 10 000 д. тона, а нормалната – 11 155 д. тона. Обявено е, че стандартната водоизместимост на „Тъскалуса“ съставлява 9975 д. тона, макар фактически тя да съставлява 10 050 д. тона. Корпусът на „Тъскалуса“, заедно с палубната броня, има маса 4490 д. тона. Също така е обявено, че стандартната водоизместимост на „Куинси“ е 9375 д. тона и на „Вансен“ – 9400 д. тона, на останалите – 9950 д. тона (фактически за USS Minneapolis след поставяне на цялото щатно оборудване и въоръжение тя е 10 315 д. тона) – тя се различава в действителност от кораб до кораб с 600 тона.
Дължината на корпуса по водолинията за първите пет кораба съставлява 176,17 м, а за „Куинси“ и „Вансен“ е 175,3 м, максималната ширина по водолинията 18,82 м и 18,85 м, съответно. Височината на надводния борд при нормална водоизместимост при носа е неголяма и съставлява 8,53 м (против 9,45 м за „Нортхамптън“ и 8,73 за „Пенсакола“), на борда при кърмата – 4,57 м (против 5,64 м и 4,88 м). Размерите и броят на надстройките също са намалени.
Метацентричната височина на изпитанията на крайцера „Тъскалуса“ за стабилност съставя 1,52 m при пълно натоварване (12 411 дълги тона), 1,11 m при натоварване 2/3 от пълната (11 585 д.т.). Към 1944 г., за сметка на поставянето на допълнително въоръжение и оборудване, метацентричната височина при пълна водоизместимост (13 719 д.т.) намалява до 1,11 m. Височината на надводния борд в района на форщевена се снижава, по сравнение с предходните типове тежки крайцери, и съставлява 8,8 м по сравнение с 10,1 м при „Портланд“. Значителното намаляване на обемите заемани от енергетичната установка не се получава: общата дължина на новите крайцери е само с 3,66 м по-малка, отколкото при техните предшественици. По-малкият вътрешен обем на корпуса означава влошаване на обитаемостта, екипажът трябва да се разположи в помещения с по-малка площ, основно без естествено осветление и/или вентилация. Шпацията между шпангоутите съставя 0,61 м.

### Въоръжение
Деветте оръдия на главния калибър на крайцерите от типа „Ню Орлиънс“ са разположени в три кули, две от които са поставени на носа терасовидно, а третата – на кърмата. Първите три кораба: „Ню Орлиънс“, „Астория“ и „Минеаполис“ са въоръжени с оръдията 203-мм/55 Mk 9 с маса по 30 тона всяко. Техните кули имат челни повърхности със закръглени форми. Останалите крайцери, т.е. „Тъскалуса“, „Сан Франциско“, „Куинси“ и „Вансен“, получават по-леките оръдия (17,4 т) от серията Mk 12 със скорострелност 2,1 изстрела/минута. Кулите и барбетите на тези четири крайцера са препроектирани така, че техните размери стават по-малки. Кулите имат плосък челен лист – по-технологичен и лесен за производство. При това кулите се оказяат тесни, а оръдията прекалено близко разположени, което води до голямо разсейване на снарядите. На „Куинси“ и „Вансен“ предната кула е преместена с 9 фута назад, за да се намали дължината на носовия брониран пояс. Далечината на стрелба със 118-кг снаряд съставлява 29 100 м. Оръдието 203 мм Mk 9 е проектирано в началото на 1920-те години (завършено е през 1922 г.) и става оръжие за болшинството от американските тежки крайцери. То има обща дължина от 11 405 мм. Дължината на ствола съставлява 11 115 мм (54,7 калибра). На вътрешната повърхност на ствола, на дължина 9491 мм, има 64 нареза със стъпка от един оборот на 35 калибра. Оръдието има отварящ се надолу бутален затвор система „Уелин“ (на английски: Welin breech block). 118-кг снаряд пробива хоризонтална броня със следната дебелина: на 12 340 м – 25 мм; – 19 390 м – 76 мм и на 27 600 м – 102 мм. Американското оръдие (по това време дефорсирано, за да се увеличи живучестта на ствола, с начална скорост вместо първоначалните 3000 футов/с (914 м/с) има 2800 (853 м/с)) и е с доста подобни характеристики, спрямо аналогичните британски и японски оръдия, но остъпва на артилерията от този калибър на другите страни. Върху групировката на попаденията отрицателно влияе крайно малкото разстояние между осите на стволовете – едва 117 см (при японските – 190 см). Като резултат има значително разсейване на снарядите при стрелба – на 1000 ярда на 25 000 ярда (915 м на 22 860 м).
| Характеристики на оръдията на главния калибър на тежките крайцери | Характеристики на оръдията на главния калибър на тежките крайцери | Характеристики на оръдията на главния калибър на тежките крайцери | Характеристики на оръдията на главния калибър на тежките крайцери | Характеристики на оръдията на главния калибър на тежките крайцери | Характеристики на оръдията на главния калибър на тежките крайцери | Характеристики на оръдията на главния калибър на тежките крайцери |
| ----------------------------------------------------------------- | ----------------------------------------------------------------- | ----------------------------------------------------------------- | ----------------------------------------------------------------- | ----------------------------------------------------------------- | ----------------------------------------------------------------- | ----------------------------------------------------------------- |
| Оръдие, мм/клб                                                    | 203/60                                                            | 203/50                                                            | 203/53                                                            | 203/50                                                            | 203/55                                                            | 203/50                                                            |
| Страна                                                            | Германия                                                          | Франция                                                           | Италия                                                            | Япония                                                            | САЩ                                                               | Англия                                                            |
| Тегло на снаряда, кг                                              | 122                                                               | 123,1(134)                                                        | 125,3                                                             | 125,85                                                            | 118(152)                                                          | 116,1                                                             |
| Нач. скорост, м/с                                                 | 925                                                               | 850 (820)                                                         | 900                                                               | 840                                                               | 853 (762)                                                         | 855                                                               |
| Дулна енергия, млн Дж                                             | 104,4                                                             | 90,1                                                              | 101,5                                                             | 88,8                                                              | 85,8                                                              | 84,9                                                              |
| Живучест на ствола, изстрела                                      | 600                                                               | 600                                                               | 200                                                               | 400                                                               | 600 (715)                                                         | 550                                                               |
| Макс. далечина, км                                                | 33,54                                                             | 31,4 (30)                                                         | 31,3                                                              | 28,9                                                              | 29,13 (27,4)                                                      | 29,4                                                              |

Универсалната батарея повтаря „Портланд“. 127-мм/25 оръдие е с напълно ръчно управление и скоростта на стрелба зависа само от нивото на подготовка на разчета и съставлява около 15 изстрела в минута. Носовата двойка, за да се избегне заливането, е поместена на първото ниво на надстройката. Леките зенитни средства са представените едва от осем голямокалибрени картечници „Браунинг“. Впрочем, да се винят проектантите няма за какво – никакво надеждно оръжие от този тип няма в американския флот към този момент. Компанията „Колт“ не се справя с разработката на 37 mm оръдия, а 28 mm автомати още не са готови. Торпедни апарати даже няма в проекта – американските специалисти ги считат за тактически неоправдани.
Допълнителното въоръжение на крайцерите от типа „Ню Орлиънс“ включва в себе си две 3-фунтови салютни оръдия, картечници и личното оръжие на членовете на екипажа.
Противоминно въоръжение.
Защитата от котвени мини се осигурява от два паравана, разположени върху колички при барбета на 2-та кула на главния калибър.

### Брониране
Благодарение на предприетите мерки се появява възможността да се усили силно бронирането. Общата дължина на бронирането по водолинията съставя 121,92 м. Бордовия пояс, прикриващ силовата установка, става по-къс и по-дебел. От шпангоут № 53 до шпангоут № 103 върви главният пояс, в горната си част с дебелина 127 мм ширина 2,79 м и още 1,57 м, с изтъняване до 89 мм към долния ръб. От шпангоут № 23 до шпангоут № 53 се намира носовият подводен вътрешен пояс (с горния си ръб той е долепен към първата платформа) с дебелина от 102 мм в горната част и намалявайки до 76 мм в долната. Траверсите на машинното отделение (шпангоути № 53 и 81) са с дебелина 76 мм, а носовата и кърмовата бронирани траверси затварящи пояса (шпангоути № 22 и № 123) – 38 мм. Кърмовият погреб е прикрит от кутия със 102 мм странични стени с външна траверса от 38 мм и 76 мм вътрешен траверс и 57 мм покрив. За първи път при американските крайцери се появяват добре защитени кули на главния калибър – тяхната челна броня достига 203 мм, покривът е 70 мм, 95 – 38 мм отстрани и 38 мм отзад. Барбетите са с дебелина 127 мм. Въртящата се част от кулите на главния калибър при първите три крайцера на типа тежи 299 тона, а при останалите е 254 тона. Вентилацията на кулите се осигурява от два вентилатора, задвижвани от електромотори с мощност по 2,3 к.с. (при „Сан Франциско“ – 2,6 к.с.). Кулите нямат подкуполно претоваръчно отделение – изстрелите се подават от погребите. Дебелината на палубата съставлява 57 мм (от шпангоут № 22 до шпангоут № 123), изтънявайки към краищата до 31 мм (50#). Според изчисленията зоната на свободно маневриране против 203-мм снаряди за крайцерите от типа „Ню Орлиънс“ се намира в диапазона от 6 до 11 мили.
Теглото на бронята, без да се брои палубата, съставлява 1507,32 д. тона или 15% от стандартната водоизместимост.
За крайцерите СА-37 и СА-38 дебелината на барбетите е доведена до 165 мм.

### Енергетична установка
На крайцерите има същите турбини и котли същите параметри, като на типа „Портланд“. Основната разлика се заключава в това, че тук се използва линейна компоновка. В състава на силовата установка влизат осем водотръбни котли конструкция „Бабкок и Уилкокс“ (на английски: Babcock & Wilcox), произведени от едноименната фирма. Крайцерите имат работно налягане на парата в котлите равно на 22,4 кГ/см² (22 атм.) при температура от 300 °C. Всички котли имат паропрегреватели, подгрев на горивото и въздуха. Въздухът, с помощта на нагнетатели, се подава направо в котлите. Енергетичната установка има проектна мощност от 107 000 к.с., което трябва да осигурява ход от 32,7 възела при нормална водоизместимост (11 155 д. тона). Масата на сухата силова установка на „Тъскалуса“ съставлява 2002 тона(1970 д. тона). Пълният извлекаем запас от гориво е намален до 1900 тона, което означава, че проектната далечина на плаване се намалява до 9000 морски мили на ход 15 възела. Според резултатите от изпитанията при „Сан Франциско“ далечината съставя 7600 морски мили на ход 15 възела. Пълният запас при това е 2195 д. тона мазут, 18,3 тона дизелово гориво за катерите, 26,4 тона авиационен бензин, 228 тона резервна котелна вода. Пълният обем на цистерните за течни товари е 2787 м³. При проектирането е търсено допълнително място за горивото. „Ню Орлиънс“ през 1945 г. на ход 15 възела може да измине 7110 мили, при скорост 20 възела – 5280 мили, при запас гориво 2240 д.тона.
Крайцерите имат четири турбогенератора с електрическа мощност по 250 кW .
За осигуряване на аварийно захранване първите пет крайцера имат акумуляторни батарии. Последните два кораба – „Куинси“ и „Вансен“, получават резервни дизел-генератор, за първи път сред американските крайцери. Те носят два дизел-генератора по 60 кВт. Крайцерите с малко не достигат до проектната си скорост, на изпитанията „Ню Орлиънс“ при мощност 110 503 к.с. и при водоизместимост 11 179 д. тона успява да развие само 32,47 възела, а „Тъскалуса“ (СА-37) показва 32,36 възела (при 11 500 д. тона и 107 378 к.с.).

## Модернизации
Преди войната 5-дюймовите оръдия получават противоосколъчни щитове.
Модернизацията в годините на войната се заключава в поставянето на радиолокатори и многобройни зенитни автомати. Към средата на 1942 г. всички крайцери имат радари типове SC и FC. Зенитното въоръжение се сменя два пъти. Веднага след като става възможно, крайцерите получават по четири четирицевни установки с 28 mm автомати, наречени във флота „чикагско пиано“. Те са поставени сдвоено, по една установка на всеки борд, два на навигационния мостик, а втората – на юта. Показалата се ненадеждност на това оръжие принуждава то да се смени с лицензионни образци. Всички работи са завършени към април 1942 г. Картечниците към този момент са сменени с единични 20 mm „ерликони“. Четирите оцелели кораба са модернизирани. Това забележимо изменя външният им вид. Носовите и кърмовите надстройки са преустроени. Новите надстройки са по-компактни и леки, с разлики при всеки от четирите кораба. Към края на войната уцелелите крайцери носят по 6 четирицевни 40 mm „бофорса“ и от 16 до 28 20 mm „ерликона“ в сдвоени и единични установки. Когато то е поставено откриват, че крайцерите имат прекалено голямо високо разположено тегло, за това на дъното е добавен 275 д. тона баласт. Независимо от това постоянно увеличаващото се в резултат на модернизациите горно тегло довежда до проблеми с устойчивостта. За да се реши този проблем е свален един катапулт и е съкратен броя на самолетите до два, намалена е дебелината на противоосколъчните екрани на 127-мм оръдия и е съкратен боекомплектът на главния калибър. „Минеаполис“, през 1944 г., е превъоръжен с 203-мм оръдия Мк.15, такива като на „Балтиморите“. Оцелелите крайцера през 1945 г. силно се различават от самите себе си, когато влизат в строй.

## История на службата
| Име                   | Пълно име                 | Корабостроителница      | Дата на залагане    | Дата на спускане    | Въвеждане в строй   | Забележки                                          |
| --------------------- | ------------------------- | ----------------------- | ------------------- | ------------------- | ------------------- | -------------------------------------------------- |
| „CA-32 New Orleans“   | USS New Orleans (CA-32)   | New York Navy Yard      | 14 март 1931 г.     | 12 април 1933 г.    | 15 февруари 1934 г. |                                                    |
| „CA-34 Astoria“       | USS Astoria (CA-34)       | Puget Sound Navy Yard   | 1 септември 1930 г. | 16 декември 1933 г. | 28 април 1934 г.    | Потопен на 9 август 1942 г. в боя при остров Саво. |
| „CA-36 Minneapolis“   | USS Minneapolis (CA-36)   | Philadelphia Navy Yard  | 27 юни 1931 г.      | 6 септември 1933 г. | 19 май 1934 г.      |                                                    |
| „CA-37 Tuscaloosa“    | USS Tuscaloosa (CA-37)    | New York Shipbuilding   | 3 септември 1931 г. | 15 ноември 1933 г.  | 17 август 1934 г.   |                                                    |
| „CA-38 San Francisco“ | USS San Francisco (CA-38) | Mare Island Navy Yard   | 9 септември 1931 г. | 9 март 1933 г.      | 10 февруари 1934 г. |                                                    |
| „CA-39 Quincy“        | USS Quincy (CA-39)        | Bethlehem, Quincy Mass. | 15 ноември 1933 г.  | 19 юни 1935 г.      | 9 юни 1936 г.       | Потопен на 9 август 1942 г. в боя при остров Саво. |
| „CA-44 Vincennes“     | USS Vincennes (CA-44)     | Bethlehem, Quincy Mass. | 2 януари 1934 г.    | 21 май 1936 г.      | 24 февруари 1937 г. | Потопен на 9 август 1942 г. в боя при остров Саво. |

## Оценка на проекта
Конструкцията на крайцерите е крайно традиционна, така например корпусът на крайцерите има доста консервативна конструкция – при нея се използва напречни набор. Въоръжението на крайцерите също така е консервативно – то повтаря предходната серия.
На крайцерите има силова установка с ниски параметри на парата, получена по наследство от предходната серия крайцери. Всички съвременни (даже британските) европейски тежки крайцери имат по-високи параметри на парата. На всички крайцери, освен на италианските от типа „Зара“, е използвана линейната компоновка на силовата установка. Такива характеристики на парата, както при американците, се използват на японските крайцери от типа „Могами“. За сметка на това всички котли имат паропрегреватели, подгрев на горивото и въздуха. Сумарната мощност на електрогенераторите също е, сред наборите, най-ниска, едва 1000 кВт („Алжери“ – 1400, „Могами“ – 1400, „Зара“ – 1380, даже при полутежкия британски „Йорк“ сумарната мощност е 1200 кВт). Американците, съответно, първи се сблъскват с проблема с ниската мощност при поставянето на ново оборудване.
| Сравнителни ТТХ на крайцерите                | Сравнителни ТТХ на крайцерите                     | Сравнителни ТТХ на крайцерите                               | Сравнителни ТТХ на крайцерите                                 | Сравнителни ТТХ на крайцерите                                        | Сравнителни ТТХ на крайцерите |
|                                              | „Такао“ · Япония                                  | „Ню Орлиънс“ САЩ                                            | „Алжери“ · Франция                                            | „Зара“ · Италия                                                      |                               |
| -------------------------------------------- | ------------------------------------------------- | ----------------------------------------------------------- | ------------------------------------------------------------- | -------------------------------------------------------------------- | ----------------------------- |
| Година на залагане/влизане в строй           | 1927/1932                                         | 1931/1934                                                   | 1931/1934                                                     | 1929/1931                                                            |                               |
| Водоизместимост, стандартна/пълна, т         | 11 350/15 186                                     | 10 299/12 693                                               | 10 109/13 461                                                 | 11 680/14 300                                                        |                               |
| Енергетична установка, к.с.                  | 130 000                                           | 107 000                                                     | 84 000                                                        | 95 000                                                               |                               |
| Максимална скорост, възела                   | 35,5                                              | 32,75                                                       | 31                                                            | 32                                                                   |                               |
| Далечина на плаване, мили на скорост, възела | 7000 (14)                                         | 7600 (15)                                                   | 8700 (15)                                                     | 5300 (16)                                                            |                               |
| Артилерия на главния калибър                 | 5×2 – 203-мм/50 тип 3, № 2                        | 3×3 – 203-мм/55 Mk 9                                        | 4×2 – 203-мм/50 M1931                                         | 4×2 – 203-мм/53 Mod. 29                                              |                               |
| Универсална артилерия                        | 4×1 – 120-мм/45 тип 10                            | 8×1 – 127-мм/25                                             | 6×2 – 100-мм/45                                               | 8×2 – 100-мм/47 Mod. 28                                              |                               |
| Торпедно въоръжение                          | 4×2 – 610-мм ТА                                   | —                                                           | 2×3 – 550-мм ТА                                               | —                                                                    |                               |
| Авиогрупа                                    | 2 катапулта, 3 хидросамолета                      | 2 катапулта, до 4 хидросамолета                             | 1 катапулт, 3 хидросамолета                                   | 1 катапулт, 2 хидросамолета                                          |                               |
| Брониране, мм                                | Борд – 102, палуби – 47 – 32, кули – 25, ПТП – 58 | Борд – 127…76, палуба – 57 – 32, кули – 203…37, рубка – 127 | Борд – 110+40, палуба – 80, кули – 100, рубка – 100, ПТП – 40 | Борд – 100 – 150, палуби – 20+70, кули – 120 – 150, рубка – 70 – 150 |                               |
| Екипаж                                       | 727                                               | 868                                                         | 616                                                           | 841                                                                  |                               |

Бележки
1. ↑  За американските и японските кораби дългите тонове са преизчислени в метрични.

## Коментари
1. ↑  Буквите показват принадлежността към определен класː ВВ – линкор, СС, CL, СА – съответно линеен, лек или тежък крайцер, CV – самолетоносач, DD – разрушител, SS – подводница и т.н.
2. ↑  2327 м².
3. ↑  3311 м².
4. ↑  Част от източниците дават 8,88 м, а част 8,53, но ако се отчете, че разликата във водоизместимостта вътре в серията надминава 600 тона това не учудващо.
5. ↑  През 1939 г. на въоръжение е приет свръхтежък снаряд с маса 152 кг с далечина на стрелбата 27 480 метра.
6. ↑  Дължина на ствола, отнесена към калибъра на оръдието. Във Франция и Великобритания се смята според канала на ствола. В САЩ, Германия и Русия под дължина се разбира разстоянието от дулния срез до ръба на затворното гнездо.
7. ↑  По-късно е приет heavy.
8. ↑  По-късно е приет super heavy.
9. ↑  Намек за картечните пистолети Томпсън, любими на гангстерите по времето на „сухия“ закон.